# 松浦治
松浦 治（まつら おさむ、1902年（明治35年）6月23日 - 1989年（平成元年）11月13日）は、日本の子爵。東京都出身。

## 生涯
東京府出身。子爵・松浦靖とその妻で元老院議官を歴任した久我通久の娘・節子の子どもとして生まれる。また妹は久邇邦久の夫人で戦後の創価学会の信者として知られた松浦董子である。
1943年（昭和18年）に父の靖が亡くなり、子爵位を継ぐ。私生活では子爵・三室戸和光の三女・受子と結婚し、3女を儲けた。
1989年（平成元年）、死去。

## 系譜
- 父親：松浦靖
- 母親：久我節子 - 貴族院議員・久我通久の娘。
- 兄妹：松浦董子 - 久邇邦久夫人。戦後の創価学会の信者として知られる。
- 夫人：三室戸受子 - 子爵・三室戸和光の三女。
  - 長女：園久子 - 伯爵・園基久の前妻。
  - 次女：園和子 - 伯爵・園基久の後妻。
  - 三女：松浦幸子